# Guam a 2010. évi nyári ifjúsági olimpiai játékokon
Guam a Szingapúrban megrendezett 2010. évi nyári ifjúsági olimpiai játékok egyik részt vevő nemzete volt. Sportolói 2 sportágban vettek részt: atlétika,  birkózás.

## Atlétika
Fiú
| Michael Gaitan | 400 m | 55.07 | 25 qD | 55.20 | 24. |

## Birkózás
Fiú
Szabadfogás
| Versenyző         | Versenyszám | Csoportkör | Hely. | Bronzmérkőzés                              | Döntő             | Helyezés |
| Versenyző         | Versenyszám | Ellenfél Eredmény | Hely. | Ellenfél Eredmény                          | Ellenfél Eredmény | Helyezés |
| ----------------- | ----------- | --- | ----- | ------------------------------------------ | ----------------- | -------- |
| Christopher Aguon | 76 kg       | Jordan Rogers (USA) · Technikai tus (0-7, 0-6) Amr Ali (EGY) · Technikai tus (0-7, 0-6) Victorin Kouagou (BEN) · Tus (0-7, 0-4) | 4.    | 7. helyért · Dalton Webb (CAN) · Tus (0-4) |                   | 8.       |

Lány
Szabadfogás
| Versenyző         | Versenyszám | Csoportkör | Hely. | Bronzmérkőzés                                                | Döntő             | Helyezés |
| Versenyző         | Versenyszám | Ellenfél Eredmény | Hely. | Ellenfél Eredmény                                            | Ellenfél Eredmény | Helyezés |
| ----------------- | ----------- | --- | ----- | ------------------------------------------------------------ | ----------------- | -------- |
| Arianna Eustaquio | 52 kg       | Sabrina Azzouz (ALG) · 0-2 (0-1, 0-7) Nilufar Gadaeva (UZB) · Tus (0-4) Patimat Bagomedova (AZE) · Technikai tus (0-6, 0-7) | 4.    | 7. helyért · Karoline Lovik (NOR) · Technikai tus (0-7, 0-6) |                   | 8.       |

## Fordítás
Ez a szócikk részben vagy egészben  a   Guam at the 2010 Summer Youth Olympics című angol Wikipédia-szócikk fordításán alapul.  Az eredeti cikk szerkesztőit annak laptörténete sorolja fel. Ez a jelzés csupán a megfogalmazás eredetét és a szerzői jogokat jelzi, nem szolgál a cikkben szereplő információk forrásmegjelöléseként.